# Kvæði
Kvæði són les antigues balades de les illes Fèroe, que es canten acompanyades per la dansa feroesa. Un Kvæði pot tenir centenars d'estrofes més un cor cantat entre cada vers.

## Història
En general es pensa que les balades feroeses, com a altres llocs d'Europa, es van començar a compondre a l'edat mitjana, però sobreviuen molt pocs escrits feroesos medievals, per la qual cosa la història medieval de les balades és incerta.

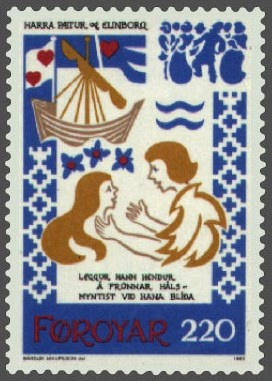
Segell de les Illes Fèroe que representa la balada feroesa Harra Pætur & Elinborg.

La temàtica de les balades feroeses varia molt, des de narracions heroiques ambientades en un passat llunyà, a la política contemporània o contes còmics. La forma més arcaica, però, són les narracions heroiques. S'ha interpretat que aquestes narracions heroiques són independents de les narracions orals de l'era dels víkings i, malgrat pugui ser cert això per algunes balades, s'ha demostrat que la majoria deriven directament de les sagues escrites islandeses o, fins i tot, del rímur. Els orígens rastrejables de la balada feroesa, doncs, semblen situar-se entre el segle XIV (quan les sagues islandeses rellevants tendien a ser compostes) i el XVII (quan els contactes amb Islàndia van disminuir).

## Recopilacions
Jens Christian Svabo va començar a recopilar balades feroeses entre 1781 i 1782, tot i que no les va veure publicades en vida. El més destacat dels seus successors va ser Venceslaus Ulricus Hammershamb. Els historiadors danesos Svend Grundtvig i Jørgen Bloch van iniciar realitzar una edició estàndard i completa de les balades, que finalment va donar lloc al Føroya kvæði/Corpus Carminum Færoensium, publicat entre 1941 i 2003. En el darrer volum, Marianne Clausen va presentar una gran col·lecció de transcripcions musicals de melodies kvæði, basades en enregistraments sonors.
Entre els segles XVIII i XX, és qual els estudiosos tenen ja informació sobre com s'executaven els kvæði: Les balades van tenir un paper important en el desenvolupament de la consciència nacional feroesa i la promoció de l'alfabetització a les Fèroe als segles XIX i XX. Fins i tot al segle xx, es van afegir noves balades basades en el patró antic. Com a autors rellevants cal citar Poul F. Joensen o Nólsoyar Páll.

## Adaptacions
Entre els més famosos de tots els kvæði hi ha el Ormurin langi escrit per Jens Christian Djurhuus i avui interpretat per la banda de folk metal feroesa Týr. La cantautora feroesa Eivør Pálsdóttir, també ha versionat balades.